# 朱载基
哀沖太子朱載基（1533年8月—1533年10月）（《弇山堂別集》作朱載填），是明世宗朱厚熜庶長子，母閻貴妃。
朱載基在嘉靖十二年八月（1533年8月）出生，兩個月後（10月）就夭折，追封諡號哀沖太子，葬西山。后被移葬天寿山与母亲合葬。